# Piper guineense
Piper guineense är en pepparväxtart som beskrevs av Schum. & Thonn.. Piper guineense ingår i släktet Piper och familjen pepparväxter. Inga underarter finns listade i Catalogue of Life.